# Бротуна (Хунедоара)
Бротуна (рум. Brotuna) насеље је у Румунији у округу Хунедоара у општини Ваца Де Жос. Oпштина се налази на надморској висини од 241 m.

## Становништво
Према подацима из 2002. године у насељу је живело 291 становника, од којих су сви румунске националности.